# Гаметогенез
Гаметогенез или предзародышевое развитие — процесс образования половых клеток, или гамет. Поскольку в ходе гаметогенеза специализация яйцеклеток и сперматозоидов происходит в разных направлениях, обычно выделяют оогенез (устаревшее название — овогенез в современных изданиях по эмбриологии больше не употребляется) и сперматогенез.
Гаметогенез закономерно присутствует в жизненном цикле ряда простейших, водорослей, грибов, споровых и голосеменных растений, а также многоклеточных животных. В некоторых группах гаметы вторично редуцированы (сумчатые и базидиевые грибы, цветковые растения). Наиболее подробно процессы гаметогенеза изучены у многоклеточных животных.

## Гаметогенез и мейоз
Гаметогенез не следует путать с мейозом. Сущность этих процессов совершенно различна: формирование специализированных половых клеток и специфический вариант деления клеток.
В группах, для которых характерен жизненный цикл с зиготической редукцией (например, грибы и некоторые водоросли) или со спорической редукцией (например, сосудистые растения) числа хромосом, мейоз предшествует гаметогенезу и, как правило, отделён от него значительным временным промежутком, формирование гамет происходит на гаплоидных организмах посредством митоза.
В группах, для которых характерен жизненный цикл с гаметической редукцией (например, многоклеточные животные) мейоз сопряжён с гаметогенезом, однако и здесь нельзя говорить о полной идентичности этих процессов. Так, зрелый сперматозоид, готовый к оплодотворению, формируется лишь по завершении мейоза, в то время как ооцит созревает до его завершения, более того, слияние гамет происходит ещё до завершения мейоза в ооците.